# Fedcupový tým Velké Británie

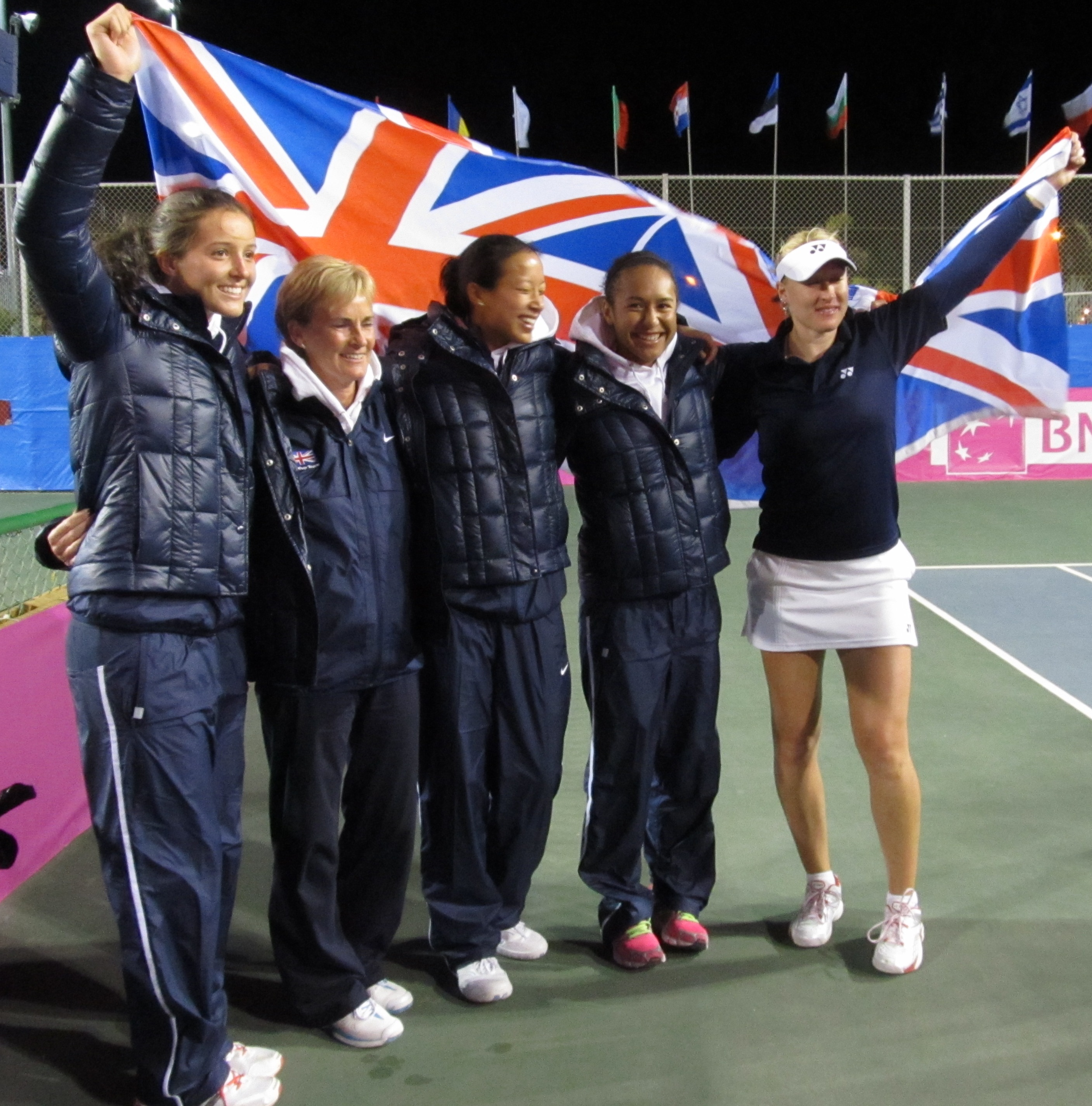
Britský fedcupový tým v roce 2012

Fedcupový tým Velké Británie reprezentuje Spojené království v tenisové mezinárodní soutěži Billie Jean King Cup. Řídí ho organizace Lawn Tennis Association. Britská reprezentace se účastní soutěže nepřetržitě od prvního ročníku v roce 1963. Čtyřikrát byla poražena ve finále (1967, 1971, 1972, 1981) a dvanáctkrát v semifinále (1963–1966, 1968–1970, 1972, 1974, 1976–1978), v roce 1986 vyhrála turnaj útěchy. Ve Světové skupině nastoupila naposledy v roce 1993. V roce 2016 je tým na 23. místě světového žebříčku a hraje skupinu I euro-africké zóny. V ročníku 2016 Britky vyhrály základní skupinu před Gruzií a Jihoafrickou republikou, v rozhodujícím zápase o postup do Světové skupiny pak podlehly Belgii.
Předchůdcem Fed Cupu a první soutěží národních družstev v ženském tenise byl Wightman Cup, vzájemné utkání reprezentačních týmů USA a Velké Británie (hrálo se v něm sedm zápasů, pět dvouher a dvě čtyřhry), konané v letech 1923 až 1989. Britky vyhrály desetkrát: 1924, 1925, 1928, 1930, 1958, 1960, 1968, 1974, 1975 a 1978.

## Chronologie výsledků

### 2020–2029
| Rok  | soutěž                            | datum              | místo                        | povrch     | soupeř     | skóre | výsledek |
| ---- | --------------------------------- | ------------------ | ---------------------------- | ---------- | ---------- | ----- | -------- |
| 2021 | Kvalifikační kolo                 | 7.–8. února 2020   | Bratislava, Slovensko        | antuka (h) | Slovensko  | 1–3   | prohra   |
| 2021 | Světová skupina, baráž            | 16.–17. dubna 2021 | Londýn, Spojené království   | tvrdý (h)  | Mexiko     | 3–1   | výhra    |
| 2022 | Kvalifikační kolo                 | 15.–16. dubna      | Praha, Česko                 | antuka     | Česko      | 2–3   | prohra   |
| 2022 | Finálový turnaj, základní skupina | 8. listopadu       | Glasgow, Spojené království  | tvrdý (h)  | Kazachstán | 1–2   | prohra   |
| 2022 | Finálový turnaj, základní skupina | 10. listopadu      | Glasgow, Spojené království  | tvrdý (h)  | Španělsko  | 3–0   | výhra    |
| 2022 | Finálový turnaj, semifinále       | 12. listopadu      | Glasgow, Spojené království  | tvrdý (h)  | Austrálie  | 1–2   | prohra   |
| 2023 | Kvalifikační kolo                 | 14.–15. dubna      | Coventry, Spojené království | tvrdý (h)  | Francie    | 1–3   | prohra   |
| 2023 | Světová skupina, baráž            | 11.–12. listopadu  | Londýn, Spojené království   | tvrdý (h)  | Švédsko    | 3–1   | výhra    |
| 2024 | Kvalifikační kolo                 | 12.–13. dubna      | Le Portel, Francie           | antuka (h) | Francie    | 3–1   | výhra    |
| 2024 | Finálový turnaj, osmifinále       | 15. listopadu      | Malaga, Španělsko            | tvrdý (h)  | Německo    | 2–0   | výhra    |
| 2024 | Finálový turnaj, čtvrtfinále      | 17. listopadu      | Malaga, Španělsko            | tvrdý (h)  | Kanada     | 2–0   | výhra    |
| 2024 | Finálový turnaj, semifinále       | 19. listopadu      | Malaga, Španělsko            | tvrdý (h)  | Slovensko  | 1–2   | prohra   |

## Složení týmu
k listopadu 2022
- Harriet Dartová
- Katie Boulterová
- Heather Watsonová
- Alicia Barnettová
- Olivia Nichollsová